# Interlingue litteratur
Interlingue litteratur omfattar i stort sett mängden skönlitteratur och facklitteratur som skapats eller översatts till Interlingue, ett konstruerat språk skapat av Edgar de Wahl. Även om de till stor del består av originalnoveller och översättningar publicerade i språkets centrala tidskrift, Cosmoglotta, finns det också fullängdsromaner och poesiantologier, särskilt de av författare som Vicente Costalago, Jan Amos Kajš, och Jaroslav Podobský.

## Historia

### Bakgrund
Interlingue, även känt som Occidental, är ett internationellt hjälpspråk skapat 1922 av estniska läraren Edgar de Wahl. Den har en till stor del västeuropeisk vokabulär, till stor del baserad på de romanska språken, med stort inflytande från engelska. Den skapades 1922 och publicerades först i tidningen Kosmoglott (senare Cosmoglotta), där den byggde upp en efterföljare. På grund av brist på publicerade grammatiker och standardisering använde de tidigaste verken i språket icke-standardiserade ortografi och grammatiska strukturer.

### Publikationer

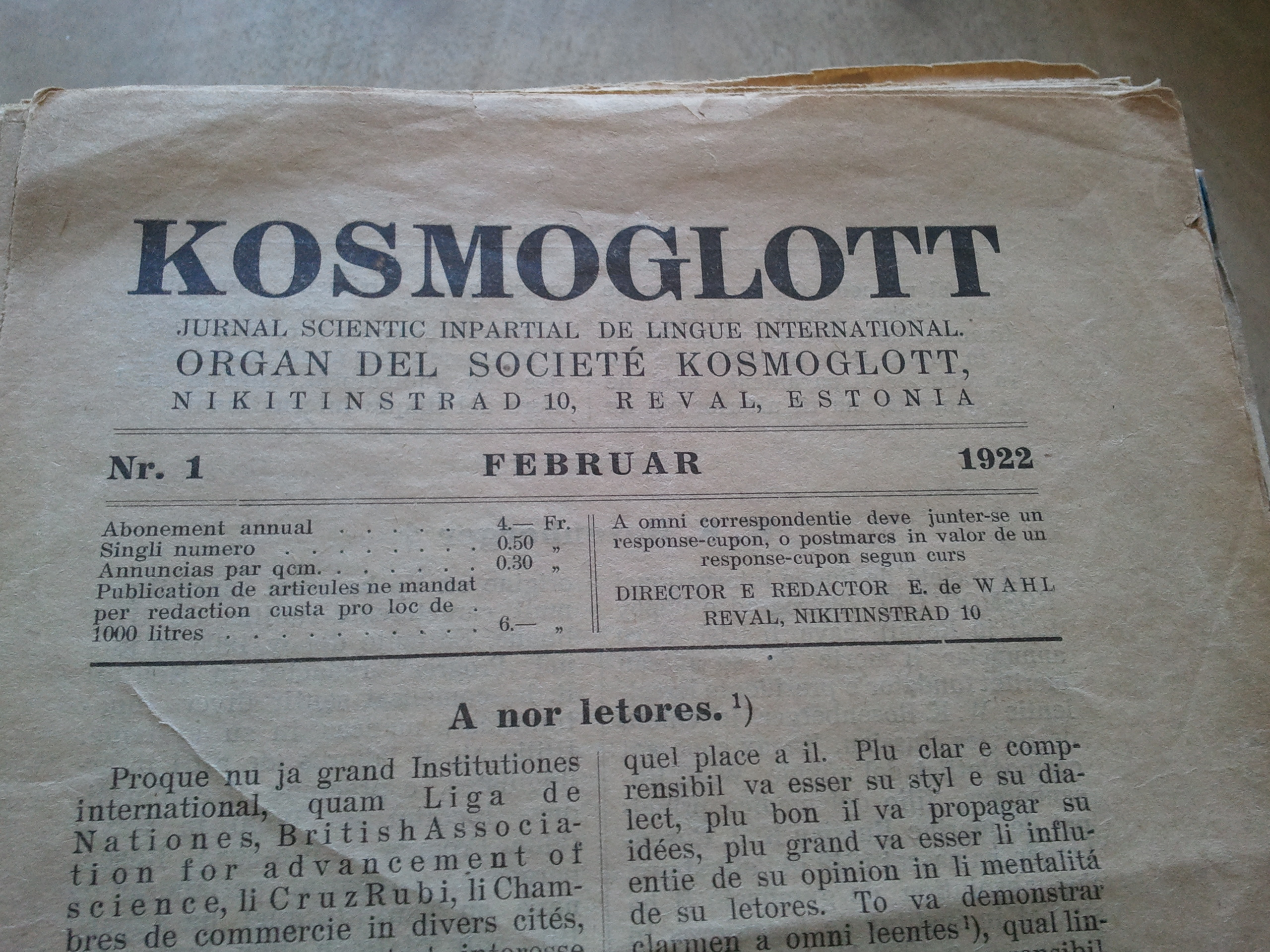
1925 första upplagan av Kosmoglott.

Den första kända publikationen i Interlingue är boken Transcendent algebra, ideografie matematical, experiment de un lingue filosofic av den estniske lingvisten Jakob Linzbach, ett förslag till en pasigrafi. Detta översattes till Interlingue av de Wahl på Linzbachs begäran. Detta publicerades innan de Wahl formaliserade språket i Kosmoglott, medan språket fortfarande var under utveckling, som ett protospråk vid namn "Auli".
Det första verket av interlingulitteratur som konst var av Kaarle Julius Saarinen: en översättning av dikten "Hymn" ("Hymne") av den finländska journalisten och författaren Kaarlo Hammar, publicerades i 1925 års upplaga av Kosmoglott. Flera andra översättningar av utländsk litteratur publicerades också av A. Toman vid denna tid, såsom Vandrarens nattsångsdikter av Goethe i 1926 års bilaga till Kosmoglott, och en översättning av "Nationalism in the West" av Rabindranath Tagore.
I Supplement al Cosmoglotta 7 (1927) presenterades en översättning av verk av den persiske poeten Saadi Shirazi, tillsammans med verk av Hermann Keyserling i följande upplaga 1927.
En serie översättningar publicerades på 1930-talet, inklusive Konstantin Balmonts Var är mitt hem?, Manuel Menendez av Edmondo De Amicis och En nedstigning i Maelström av Edgar Allan Poe. Dessutom publicerades flera originalverk, såsom en poesiantologi, Li Astres del Verne ("Vårens planeter"), av Podobský, Krasina, raconta del subterrania del Moravian carst av Kajš, och flera verk av A. E. Cortinas och P Dimitriev. En novellsamling, Historiettes in Occidental, publicerades 1930 av Ric Berger.

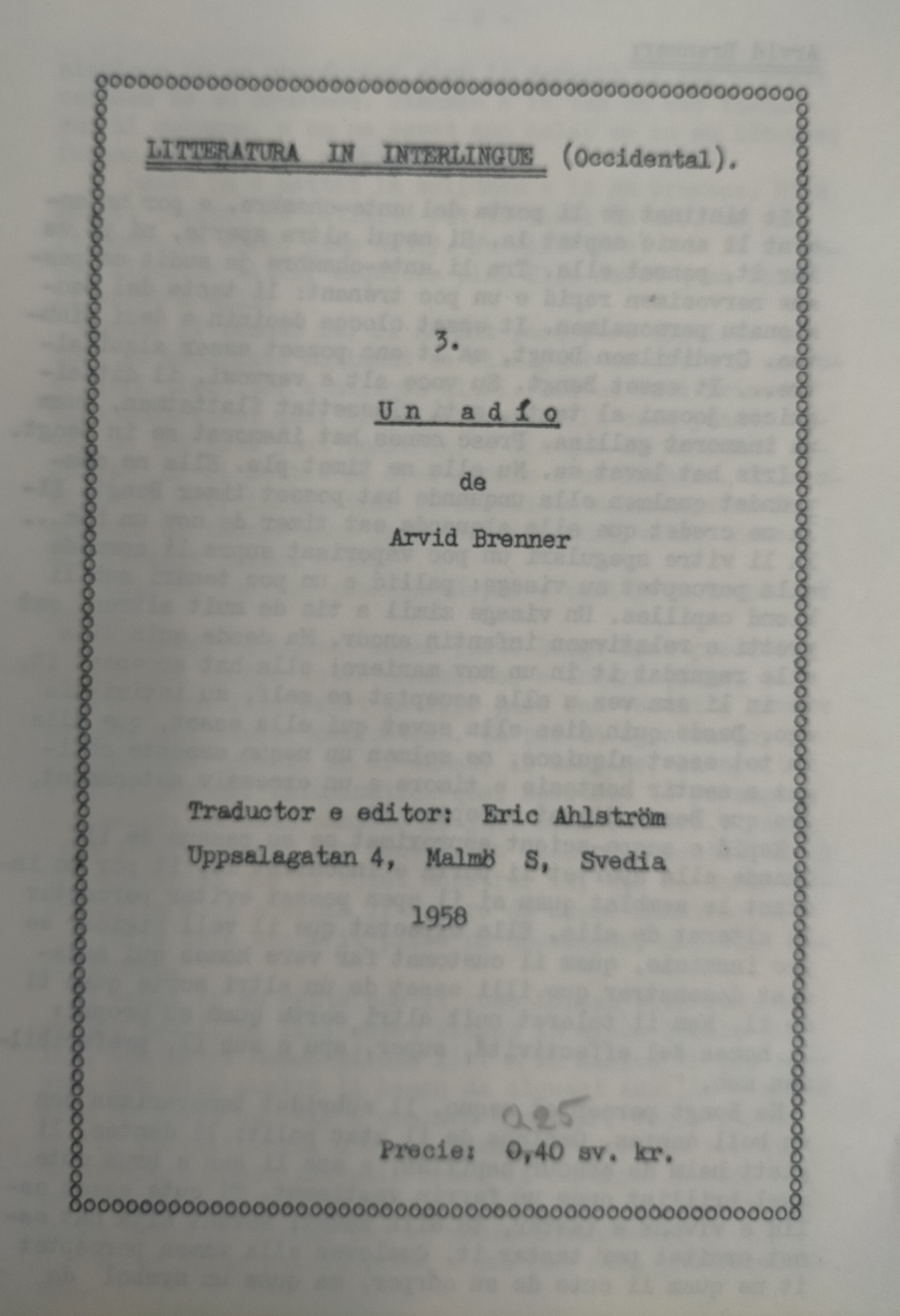
Un Adío (Ett hejdå), av Arvid Brenner, översatt 1958 av Eric Ahlström.

1951, med skapandet av Interlingua, började många occidentalister, inklusive Berger, en av Interlinguerörelsens viktigaste figurer, stödja detta nya IALA-språk. Detta ledde till en stor destabilisering av rörelsen, och medan Cosmoglotta fortsatte att publiceras, gjorde den det med avtagande frekvens och upphörde att publiceras 1985. Enligt esperantistförfattaren Don Harlow, redaktören för Cosmoglotta under denna period, Adrian Pilgrim uppgav att Interlingue kunde beskrivas som ett "dött språk".
Utgivningar av ny litteratur på Interlingue fortsatte dock under hela 1950-talet och början av 1960-talet, med översättningar inklusive "En mamma talar" av tjeckiska Jiří Marek 1954, Multatulis "Tilldelningen till Lebaks chefer" och "Bröllopskjorta " av Karel Jaromír Erben, översatt av Josef Křesina.
Andra översatta böcker var bland annat Arvid Brenners Un Adío (Ett farväl) och Bo Bergmans En desertör av Eric Ahlström 1958. 1964 publicerade Francis R. Pope Poemas (Dikter), en antologi bestående av dikter översatta från tyska, franska, och engelska.
Återupplivandet av Interlingue började 1999 med skapandet av en Yahoo! grupp för språket, efter ett decennium av förfall på 1980- och 1990-talen. I början av 2000-talet skapades Interlingue Wikipedia, som hade över 5000 artiklar 2020.
Många ursprungliga interlinguetexter samt översättningar har publicerats sedan 2000, varav den första var Stendhals Li Cartusie de Parma, översatt av Robert Winter 2011. 2012 publicerade Thomas Schmidt Li Munde de Sandra i en online tidskrift, Posta Mundi, som innehåller material publicerat på konstruerade språk. Detta följdes med en översättning av Den lille prinsen 2014 och ytterligare en av Li Romance de Photogen e Nycteris 2019.
Mellan 2021 och 2023 publicerade Vicente Costalago flera original och översatta texter på Interlingue. Bland de första finns Li sercha in li castelle Dewahl e altri racontas, Li tresor de Fluvglant, Subuqti e Verses escapat de mi mente. Bland de senare kan vi hitta Antologie hispan, Fabules, racontas e mites och Antologie de poesie europan.
En annan viktig författare är Dorlota Burdon, som har publicerat flera originalberättelser i tidningen Posta Mundi. Hon har också översatt Galningen, av Khalil Gibran.

### Citat
1. ↑  Moret, Sébastien (2019). ”Jakob Linzbach on his life and work”. Sign Systems Studies 47 (1/2):  sid. 305–334. doi:10.12697/SSS.2019.47.1-2.11. ISSN 1736-7409. https://www.academia.edu/78129503.
2. 1 2  Barandovská-Frank, Vĕra. ”Latinidaj planlingvoj” (på esperanto). Uniwersytet im. Adama Mickiewicza w Poznaniu [Adam Mickiewicz University in Poznan]. https://interl.home.amu.edu.pl/interlingvistiko/Barandovska_Latinidaj_planlingvoj.pdf.
3. ↑  Linzbach, Jakob (1921). ”De autor” (på interlingue). Transcendent algebra, ideografie matematical, experiment de un lingue filosofic. Tallinn. https://tck.mn/transalg/.  ”mi ha petit li conosset cosmoglottist sr. E. de Wahl traducter li textu de ti ci brochur in composit de il lingue universal auxiliari "Occidental" [I have asked the famed interlinguist Mr. E. de Wahl to translate the text of this brochure into his international auxiliary language "Occidental"]”
4. 1 2 3 4 5 6 7  Costalago 2022, sid. 4-5.